# Queen of California
Queen of California è un singolo del cantautore statunitense John Mayer, pubblicato il 13 agosto 2012 come secondo estratto dal quinto album in studio Born and Raised.

## Tracce
Download digitale
1. Queen of California

## Formazione
- John Mayer – voce, chitarra
- Aaron Sterling – batteria, tamburello, bonghi
- Sean Hurley – basso
- Chuck Leavell – piano, wurtlitzer
- Greg Leisz – pedal steel